# Chi Zijian
Chi Zijian (cinese semplificato: 迟子建; cinese tradizionale: 遲子建; Mohe, 27 febbraio 1964) è una scrittrice cinese.

## Biografia
Chi Zijian è nata nel 1964 a Mohe, nella provincia dello Heilongjiang, al confine con la Russia.
Chiamata Zijian dal padre in onore del poeta dei Tre Regni Cao Zhi (nome cinese di cortesia Cao Zijian), si è diplomata alla magistrale di Daxing'anling e in seguito ha frequentato corsi di scrittura in vari atenei tra i quali l'Università di Pechino e la Northwest University.
Socia della China Writers Association, ha iniziato a pubblicare romanzi e novelle nel 1983 e da allora ha dato alle stampe più di 80 opere tradotte in varie lingue tra le quali l'italiano, l'inglese, il francese, il giapponese e il coreano.
Tra i riconoscimenti ottenuti si ricordano il Premio Letterario Mao Dun del 2008 con Ultimo quarto di luna (epica narrazione dell'esistenza nomade di una donna senza nome appartenente al popolo degli evenchi) e il Premio Lu Xun nella categoria racconto in tre diverse occasioni, unica scrittrice ad esserci riuscita.

## Opere principali

### Romanzi e Novelle
- Mángmáng qiánchéng (1991)
- Chén zhōng xiǎng chè huánghūn (1997)
- Rè niǎo (1998)
- Wěi mǎnzhōu guó (2000)
- Shùxià (2001)
- Yuèguò yúncéng de qínglǎng (2003)
- Ultimo quarto di luna[7] (Arugun chuānno yòu'àn, 2005), Milano, Corbaccio, 2011 traduzione di Valentina Potì ISBN 978-88-6380-194-1.
- Báixuě wūyā (2010)
- Qún shān zhī diān (2015)

### Racconti
- Il braccialetto di giada (Yin Panâ, 1997 e Jiushidai de mofanâ, 2000), Isola del Liri, Pisani, 2003 traduzione di Flavio Aulino ISBN 88-87122-17-2.
- La ballerina di yangge (Yangge e Xiangzhe baiye luxing), Isola del Liri, Pisani, 2004 traduzione di Flavio Aulino ISBN 88-87122-32-6.
- Andante al chiaro di luna (Ta zhe yueguang de xingban; Jiushidai de mofan; Yin Pan; Xiangzhe baiye luxing; Yangge), Isola del Liri, Pisani, 2007 traduzione di Flavio Aulino e Anna di Toro ISBN 88-6050-011-7.

## Premi e riconoscimenti
- Premio Letterario Lu Xun: 1996, 2000 e 2007[8]
- Premio Letterario Mao Dun: 2008 vincitrice con Ultimo quarto di luna